# Wilby (Suffolk)
Pour les articles homonymes, voir Wilby.

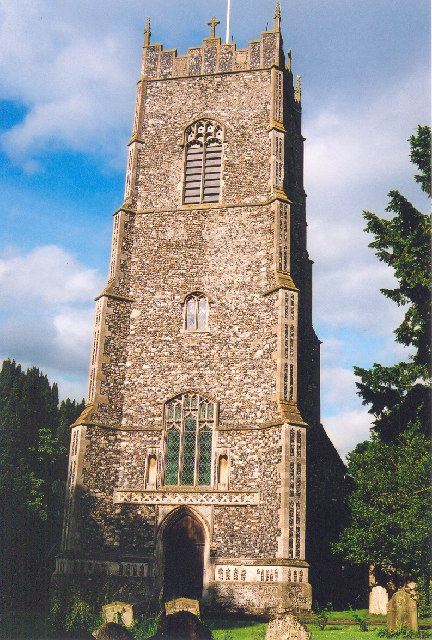
L'église de Wilby.

Wilby est un petit village du Suffolk, au Royaume-Uni. Au moment du recensement de 2001, il comptait 231 habitants.
Il a une église et une école. Il a été desservi, entre 1908 et 1952, par une ligne de chemin de fer.